# Finsterkarspitze (Venedigergruppen)
Finsterkarspitze är en bergstopp i Österrike. Den ligger i distriktet Lienz och förbundslandet Tyrolen, i den centrala delen av landet. Toppen på Finsterkarspitze är 3 029 meter över havet.
Den högsta punkten i närheten är Stampfleskopf, 30 712 meter över havet, öster om Finsterkarspitze. Närmaste större samhälle är Matrei in Osttirol, 18,1 km öster om Finsterkarspitze.
Trakten runt Finsterkarspitze består i huvudsak av alpin tundra och kala bergstoppar.